# لورينسفيل
لورينسفيل (بالإنجليزية: Lawrenceville, Georgia)‏ هي مدينة تقع في مقاطعة غوينيت، جورجيا بولاية جورجيا في الولايات المتحدة. تبلغ مساحة هذه المدينة 33.7 (كم²)، وترتفع عن سطح البحر 325 م، بلغ عدد سكانها 28546 نسمة في عام 2010 حسب إحصاء مكتب تعداد الولايات المتحدة.

## أعلام
- إزارد تشارلز
- آشر كلارك
- جيمي مورر
- كيسي رودريك
- تشارلي بيشوب
- ريتشارد جونز
- دونالد جاي غريس

## وصلات خارجية
- Cities & Counties - Georgia.gov